# کای فابیان شولز
کای فابیان شولز (انگلیسی: Kai-Fabian Schulz؛ زادهٔ ۱۲ مارس ۱۹۹۰) بازیکن فوتبال اهل آلمان است.
از باشگاه‌هایی که در آن بازی کرده‌است می‌توان به باشگاه فوتبال اف‌اس‌وی فرانکفورت، باشگاه فوتبال هامبورگ، و باشگاه فوتبال کارل زایس ینا اشاره کرد.
وی همچنین در تیم ملی فوتبال زیر ۲۰ سال آلمان بازی کرده‌است.